# 辣醬油

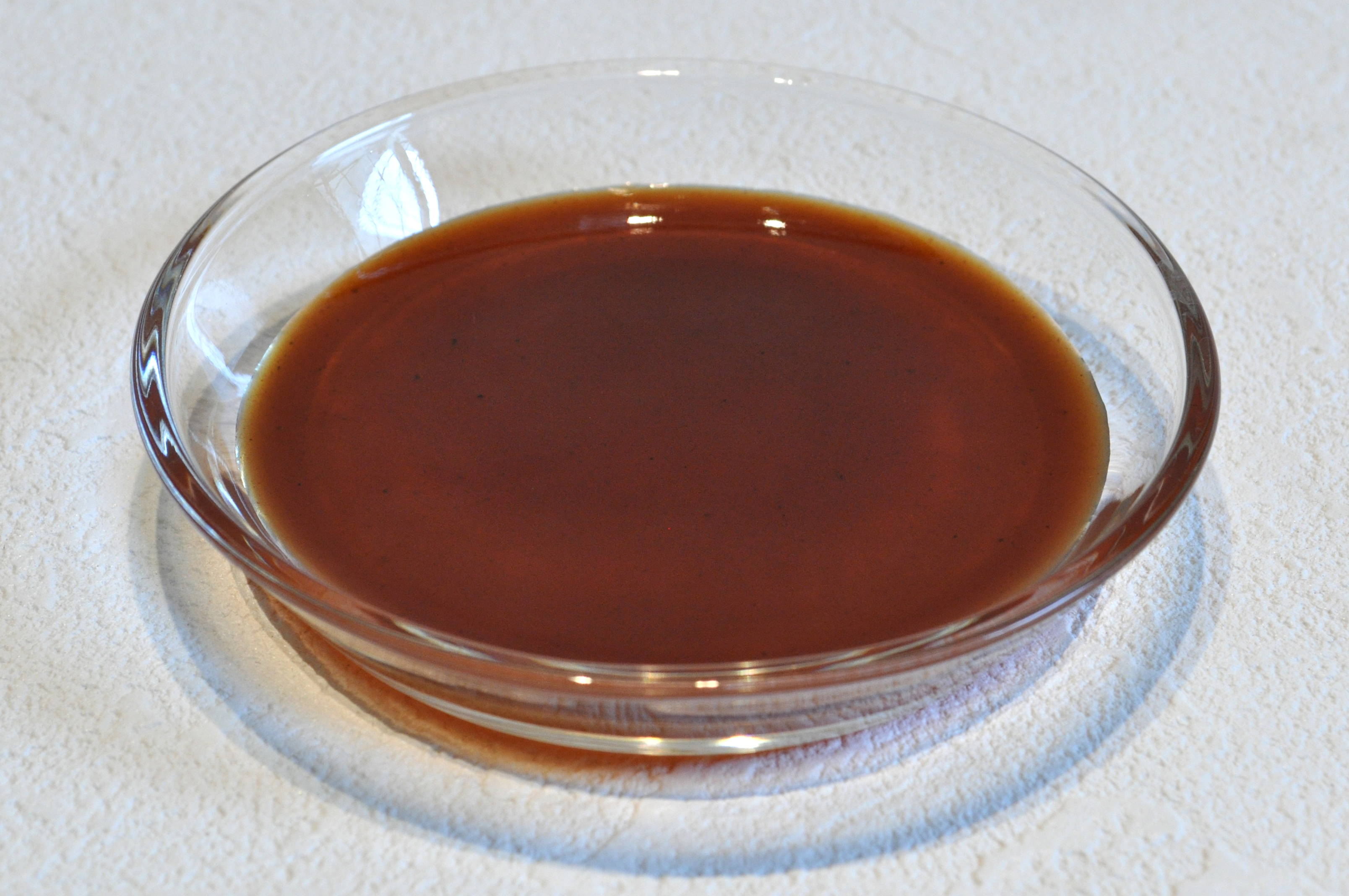
在玻璃盤裡的伍斯特醬

伍斯特醬、豬排醬、伍斯特醋、英國黑醋，是一種英國醬料型調味料，味道酸甜及帶有微辣，色澤黑褐透亮，在香港菜、上海菜、日本洋食和台灣菜中也被广泛使用。世界上最早且最著名的伍斯特醬品牌是英國的李派林，於1838年始起發售至今。

## 名稱
伍斯特醬原文直譯為「窩士打醬」（Worcestershire sauce），是由英國的藥劑師約翰·李和威廉·派林在伍斯特郡的郡府伍斯特市（）內的作坊制造，因此其地名命名。

## 历史
伍斯特醬起源于1830年代。相传大英帝国驻孟加拉总督山兹勳爵（Lord Marcus Sandys）在印度获得一种適合歐洲人的辣味酱汁，回英國後就把製作這種醬汁的配方连同批量订单都交给当地藥劑師——李莊（John Lea）和派林（William Perrins）研究，命他們據此製出符合歐洲人的口味的酱汁。勳爵试样时不满成品口味，弃之，可是依然堅持不懈的去實驗醬汁的做法。之後，李莊和派林發現他們做出的醬汁表面滲出了一層發酵的半透明汁液，嚐之感到可口，遂命名為窩士打醬，将其推向市场並廣受欢迎。
不過最新考证指出，歷史上并无「山兹勋爵」，亦无山兹之名的孟加拉总督；1830年代只有伍斯特郡的山兹女爵。研究者推论配方是山兹女爵从查尔士·格雷（Grey）家族那裡获得的，而格雷才是從印度首席大法官手中获得原始印度辣醬的人。之后山兹女爵的家族陷入經濟危機，為了賺錢又把配方以高價買给了李派林公司。山兹女爵身为贵族，要求在广告上必须避讳她實際上的貧窮以保全面子，故而李派林杜撰了上面一則故事作為品牌行銷的文案。

## 配方

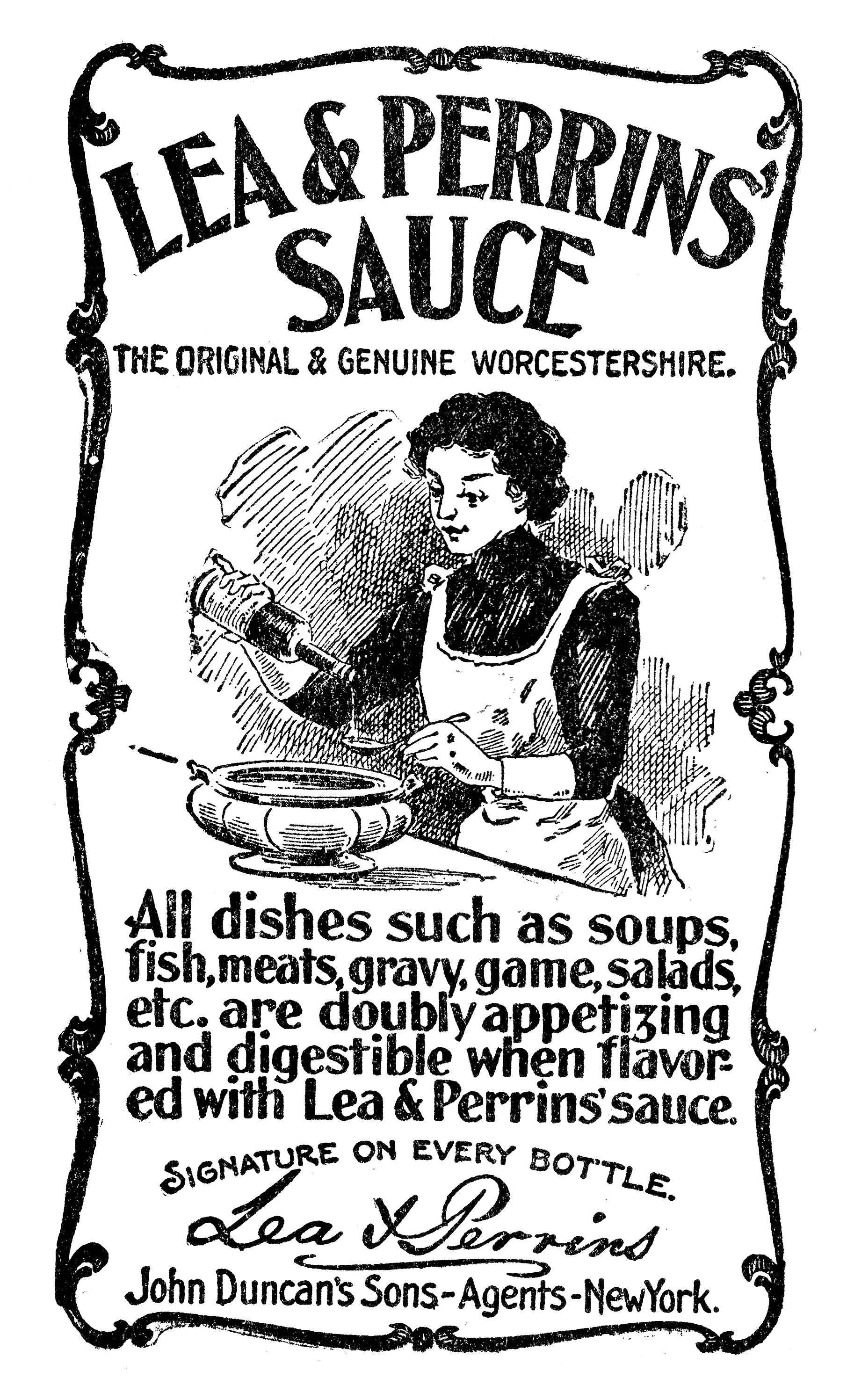
1900年的李派林 (英國)牌伍斯特醬廣告，被打印在瓶身上

根據其瓶上的說明文，李派林牌的伍斯特醬使用黑麥汁、白醋、蜂蜜、糖、鹽、鯷魚、羅望子、洋蔥、蒜、芹菜、辣根、生姜、胡椒、大茴香等近30种香料製成，先把這些材料集中加热，再过滤殘渣而得到此醬。
2006年，找到了一份號稱是“李派林牌伍斯特醬原配方”的手稿，其可信度比較高，此配方輾轉到了伍斯特博物館（Worcester Museum）。手稿顯示，李派林伍斯特醬除了今天瓶上所標示的成份外，還有秘密添加了丁香、醬油、檸檬、醃瓜和辣椒等各種原料。李派林公司的會計Brian Keogh於廠房的垃圾桶內發現了原配方，並將之迅速地曝露給公眾。此寫著原配方的手稿，用深褐色墨水以兩種不同字體整齊的書寫於皮革釘裝紙上，這張紙在對折後被扔入垃圾桶，經Keogh撿起後保存於他家的書桌櫃中。在Keogh於八十歲過世後，其女兒將之交予當地的博物館保存並公開展示至今。
這張寫有原配料的紙為了保密，將伍斯特醬的原配方以各種的暗語寫成，例如大鐵夾、一個磅蛋糕、鬥牛犬等來代替真實的配料名稱，而且原配方也沒有列出其製作廚具以及這些香料的比例，故即使按照此原配方也能做出多種不同口味的伍斯特醬。

## 世界各地的使用與傳播

### 西方
在西方，伍斯特醬廣泛用於各種菜肴和其他食品的製作中，特別是牛肉、豬肉和燉菜。伍斯特醬也可以用於提升飲料的鮮味，例如在酒吧中經常出現的血腥玛丽和凱撒雞尾酒。

### 香港
香港在19世紀成為英國殖民地，伍斯特醬因而跟隨英國人被帶到香港，再由香港傳播到大清國兩廣及華東地區。在香港這種調味料被稱為「喼汁」，至今仍是十分普遍地應用，並且融入香港飲食文化。
香港開埠後的人口主要由移民組成，當中又以從廣東移入的人口佔最多，大多只說粵語，因為此醬的特殊澀味而有人開始稱之為「澀汁」。“澀”的粵語發音就像英語姓氏的，不同的是粵語發音是八聲（中入聲）。為了方便溝通，外國人雇主也開始稱之為「澀汁」，但英語沒有這個音，最接近的就是，久而久之，「澀汁」便演變成「喼汁」。「喼汁」不僅被應用於港式西餐的調味，也在山竹牛肉球、春捲、煎豬排、煎雞翼等港式粵菜及點心作為蘸料或醃料，而在港式混合菜如中式牛柳等更作為主要調味料。

### 上海

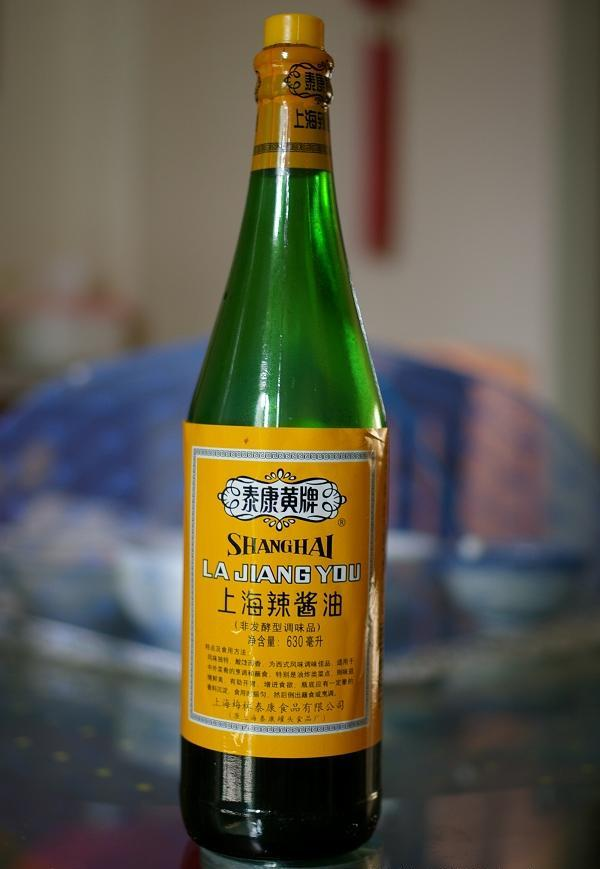
一瓶上海产辣醬油

伍斯特醬於中國東部沿海地區中較為常見，除了酸味以外，帶有些許的辣味和發酵氣味，上海的伍斯特醬的口味和日本的类似，但在製作方式上卻是最為貼近英國原版的的。其鲜味並不明显，但酸度較為強烈，配料中含有俗称“芹菜萝卜”的植物——欧防风。
伍斯特醬起初是在上海的西餐廳食用，被翻譯為“辣醬油”後從此定型。於在19世紀末、20世紀初從推廣到中國的江蘇省、浙江省。江南地區的辣醬油和兩廣地區的喼汁，因為當時資訊的不發達加之製作方式上有區別，所以經常搞混，華人地區長期認為辣醬油和喼汁是兩種不同的醬料。海派西餐中的上海炸豬排、罗宋汤等均會用到辣醬油，上海本幫菜中的生煎饅頭、排骨年糕、乾煎帶魚中也能使用辣醬油作為蘸料。
综合《上海粮食志》和《上海轻工业志》，民国22年（1933年）梅林罐头有限公司首先生产辣酱油，使用梅林牌金盾商标；民国36年（1947年）北站东亚食品厂开始生产辣酱油。1949年以後，英國產的辣酱油逐漸稀少，使本土辣醬油取得市場，並在近年來行銷海外。1957年该厂并入冯万通酿造厂，1962年因原料缺货停产；梅林罐头有限公司的辣酱油产品线1960年移交泰康食品厂生产，更名为“上海辣酱油”，改用金鸡牌；1981年上海酿造七厂对原冯万通酿造厂配方作改进，开始生产新的“九味一”辣酱油；泰康厂金鸡牌1990年又改为泰康黄牌、泰康蓝牌两种，2011年将生产线从奉贤移至太仓。目前泰康辣酱油在上海年产量近1000吨，其工廠在蘇州也逐漸多了起來，主要作本销，也有部份出口至日本、韓國等國，二次做成炸豬排的淋醬。

### 日本
日本的伍斯特醬叫做伍斯特沙司（日语： Usutā sōsu），或者直接叫做“豬排醬”，這種醬料雖然在名字上是英國伍斯特醬的直接音譯，但其實並非嚴格按照伍斯特醬製成，其原料、制法均與英國原版不同，只能算是一種日本人自創的改良醬料。豬排醬的質地明顯較濃稠而且不透明，作為淋醬而被大量運用於日本的日式炸猪排中。根据日本農林規格标准，按照粘分為“正常（ウスターソース）”、“中濃（中濃ソース）”、“最濃（濃厚ソース）”三個等級，目前日本的豬排醬以最濃的為主流，但如果要選擇清淡的口味也有。日式豬排醬不會添加鱼類和酱油，而是由水果醋发酵，期間再重新加入新鮮的果蔬汁和香辛料混合而成，甜味被增加、辣度則被降低，在一定程度上更加接近于西方的HP酱而非伍斯特醬。

### 台灣
台灣的伍斯特醬被分化為兩類，一類是牛排館及五星級餐廳常出現的「梅林醬（桂林牌出品）（原名梅林辣醬油）」，傳承自上海的梅林牌辣醬油，適合西餐中的肉類、牛排館的醬料、中餐的調味 ；第二類是台灣大安工研食品生產的「工研辣香酢（原名工研辣醬油）」傳承自台灣日治時代的日式伍斯特沙司，雖然和日本的豬排醬採取相同的製作方法，卻因味道和顏色與中國黑醋極度接近而直接被拿來當醋使用，廣泛運用在台灣菜之中。在中華民國政府遷台後，正宗中國黑醋的製法流入台灣，卻因為早年資訊的缺乏，導致依舊有調味料廠家把日式製法的伍斯特醬當做“黑醋”販賣，反而催生出了與英國、日本和中國均不相同的“台灣黑醋”。

## 外部連結
- 李派林喼汁秘方170年後曝光《明報》2009年11月4日 （页面存档备份，存于）
- Chef Greg Atkinson, abetted by Lea & Perrins, reports and debunks the myth（页面存档备份，存于）, without unveiling Lady Sandys